# Долсон, Стефани
Стефани Долсон (англ. Stefanie Dolson; род. 8 января 1992 года в Порт-Джервисе, Нью-Йорк, США) — американская профессиональная баскетболистка, выступающая в женской национальной баскетбольной ассоциации за команду «Вашингтон Мистикс», которой и была выбрана на драфте ВНБА 2014 года в первом раунде под шестым номером. Играет на позиции центровой.
В составе национальной сборной США стала первой в истории олимпийской чемпионкой по баскетболу 3×3 (2020), а также выиграла чемпионат Америки 2019 года в Сан-Хуане.

## Ранние годы
Стефани родилась 8 января 1992 года в городе Порт-Джервис (штат Нью-Йорк) в семье Стива и Кристал Долсон, у неё есть младший брат, Джейк, и две старшие сестры, Эшли и Кортни, училась же она немного восточнее в средней школе Минисинк-Валли, которая находится в деревне Слейт-Хилл, где выступала за местную баскетбольную команду.